# Ореховка (приток Волги)
Ореховка (Козлятиха) — река в России, протекает по Юрьевецкому району Ивановской области. Устье реки находится в 2353 км от устья Волги по правому берегу Горьковского водохранилища. Длина реки составляет 8,5 км, площадь водосборного бассейна — 52,3 км².
Исток реки у деревни Филинка в 15 км к юго-западу от города Юрьевец. Река течёт на восток, затем на юго-восток. Крупнейший приток — Сангина (правый). В верхнем течении на берегах реки расположены деревни Филинка, Гузавино, Семёновка, Жуковка, Бараниха, Раздъякониха, Гарь. В нижнем течении течёт по заболоченной местности, прилегающей к Горьковскому водохранилищу (болото Чистое). Впадает в Горьковское водохранилище севернее села Обжериха.

## Данные водного реестра
По данным государственного водного реестра России относится к Верхневолжскому бассейновому округу, водохозяйственный участок реки — Волга от города Кострома до Горьковского гидроузла (Горьковское водохранилище), без реки Унжа, речной подбассейн реки — Волга ниже Рыбинского водохранилища до впадения Оки. Речной бассейн реки — (Верхняя) Волга до Куйбышевского водохранилища (без бассейна Оки).
Код объекта в государственном водном реестре — 08010300412110000016934.